# Alpen-Soldanelle
Die Alpen-Soldanelle (Soldanella alpina) ist eine Pflanzenart aus der Gattung der Alpenglöckchen (Soldanella) innerhalb der Familie der Primelgewächse (Primulaceae). Weitere Trivialnamen sind auch Alpentroddelblume sowie Gewöhnliches oder Großes Alpenglöckchen (Schweiz). Sie wurde zur Blume des Jahres 2004 gewählt.

## Beschreibung

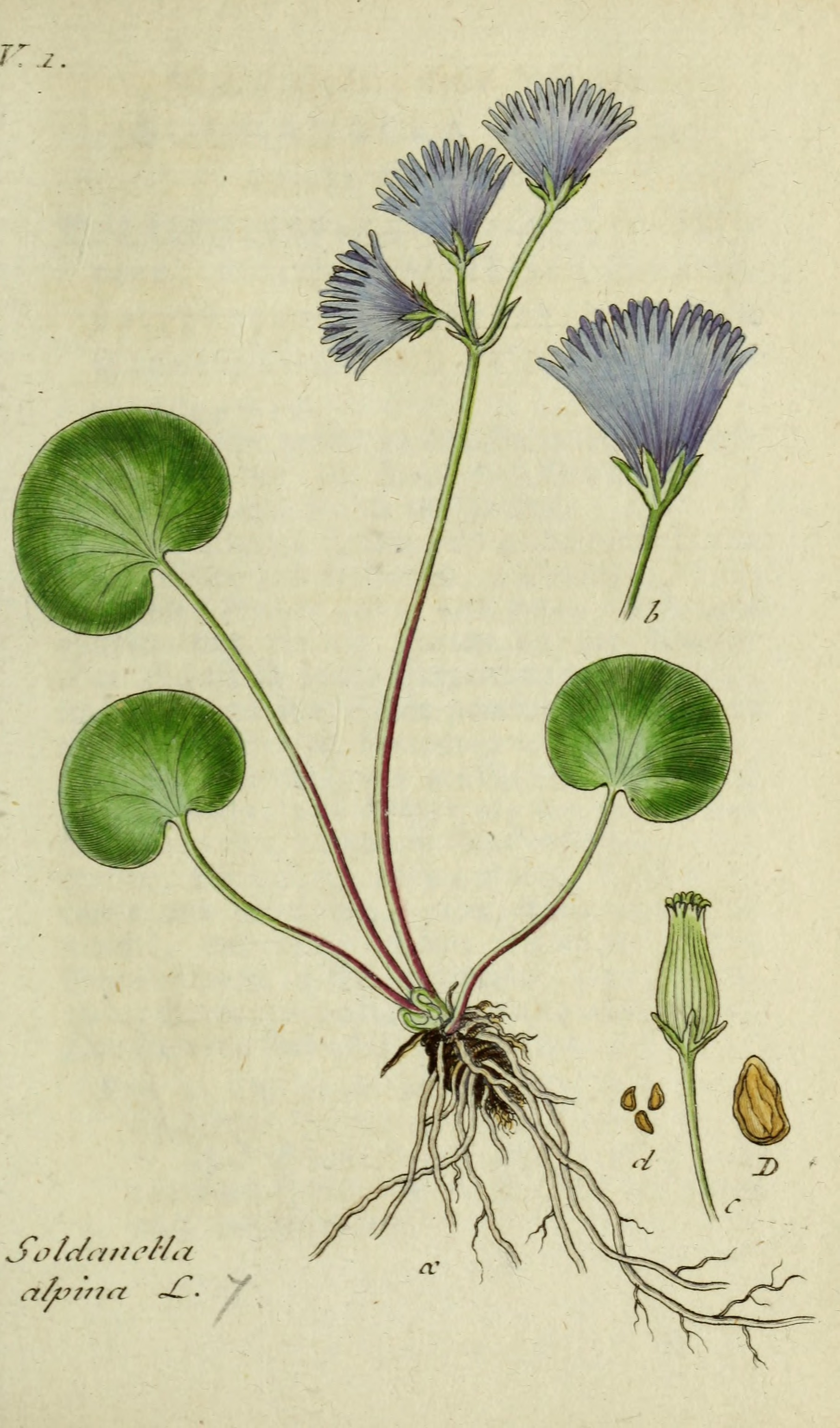
Illustration aus Sturm: Deutschlands Flora in Abbildungen nach der Natur, 1806

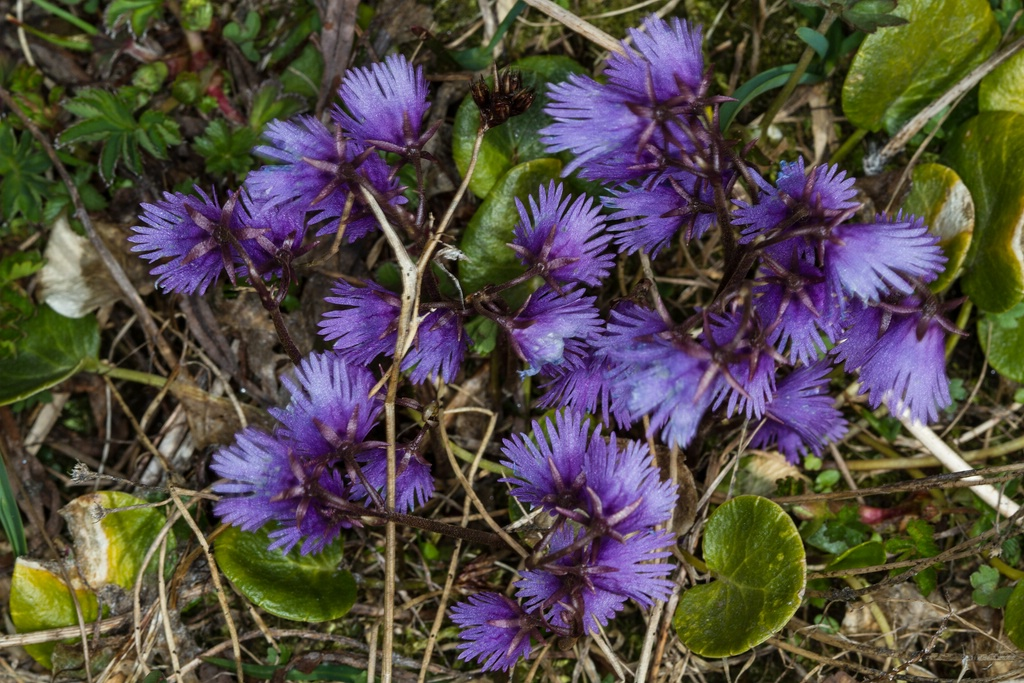
Blütenstände von oben, die Kelchblätter sind gut erkennbar

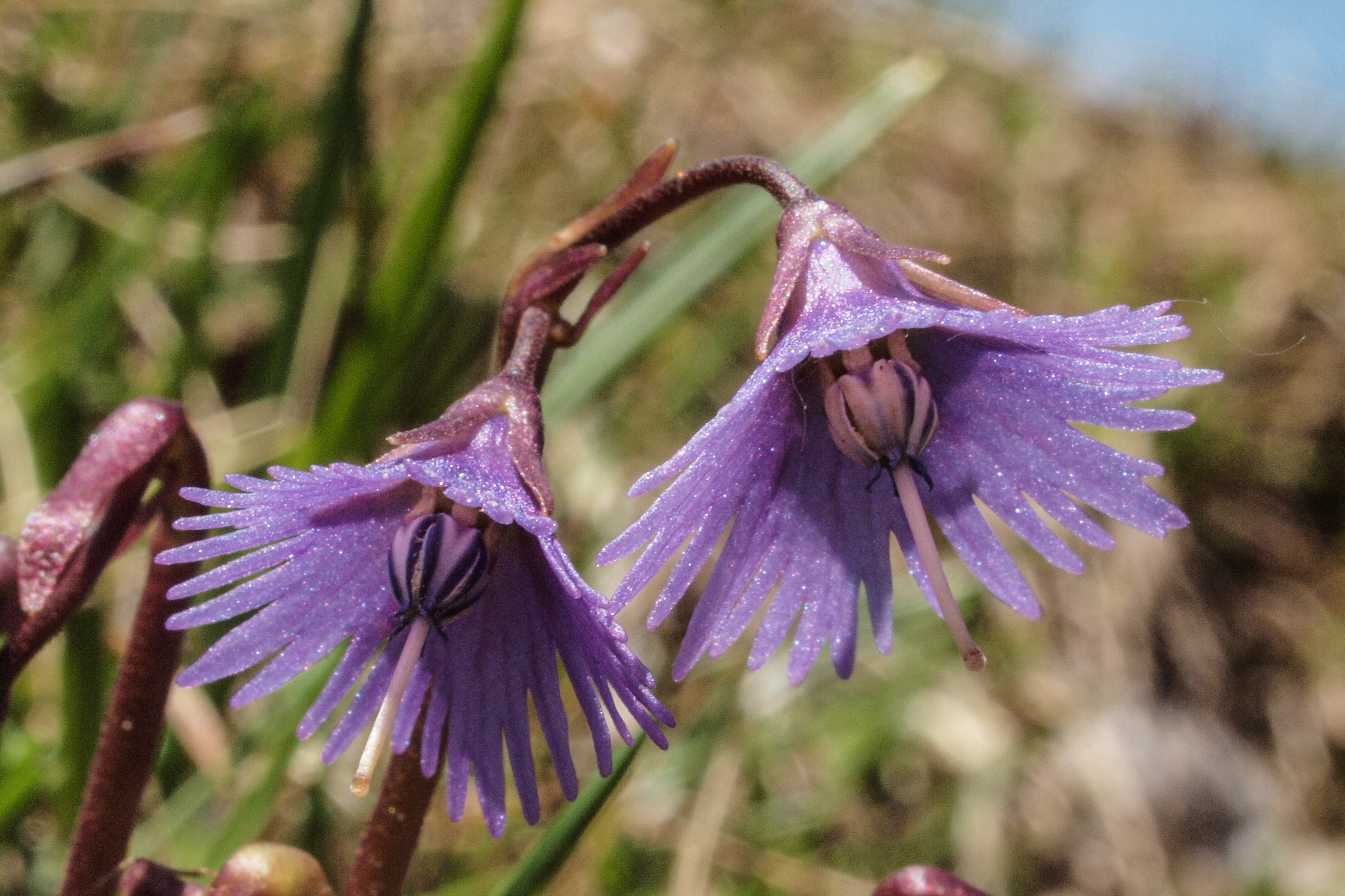
Blütenstände enthalten nur wenige Blüten

### Vegetative Merkmale
Die Alpen-Soldanelle ist eine immergrüne, ausdauernde, krautige Pflanze, die Wuchshöhen von 5 bis 15 Zentimetern erreicht. Es ist ein kurzes, knollig verdicktes Rhizom vorhanden.
Die grundständigen Laubblätter sind in Blattstiel und Blattspreite gegliedert. Die einfache, dickliche und ledrige Blattspreite ist bei einem Durchmesser von bis zu 3 Zentimetern rundlich bis nierenförmig.
Die Blatt- und Blütenstiele sind in der Jugend mit sitzenden Drüsen besetzt und verkahlen später.

### Generative Merkmale
Die Blütezeit reicht je nach Standort von April bis Juni. Zwei oder oft auch drei Blüten stehen in aufrechten, blattlosen Blütenständen zusammen.
Die zwittrigen Blüten sind fünfzählig mit doppelter Blütenhülle. Die violette Blütenkrone ist 10 bis 15 Millimeter lang, trichterförmig und – anders als bei der Zwerg-Soldanelle – bis zur Mitte faserig eingeschnitten. Die Fransen des Kronsaumes sind mehr oder minder gleich lang. Die Schlundschuppen sind breiter als lang und die Granne der Staubbeutelspitze ist (meist) zweizähnig.
Es werden aufrecht stehende Kapselfrüchte gebildet.
Die Chromosomenzahl beträgt 2n = 40.

## Ökologie
Die Alpen-Soldanelle ist ein Hemikryptophyt und eine Rosettenpflanze.
Blütenbiologisch handelt es sich um homogame bis vorweibliche „Glockenblumen mit Streueinrichtung“. Kurze Schlundschuppen verbergen teilweise den von der Basis des Fruchtknotens abgegebenen Nektar. Beim Blütenbesuch fällt der Pollen mitbedingt durch die umgebogenen Spitzen des Konnektivs der Staubbeutel auf den Rücken der Besucher. Da die Narbe die Blütenkrone und den Streukegel überragt, wird sie zuerst von den anfliegenden Insekten berührt. Die Bestäubung erfolgt durch Hummeln, Schmetterlinge und andere Insekten. Selbstbestäubung ist möglich.
Die Kapselfrüchte öffnen sich bei Trockenheit, sind also xerochas. Der Blütenstandsschaft ist zur Fruchtzeit verlängert; der bleibende Kelch dient als Windfang, es ist also ein Windstreuer. Die nur 0,24 mg schweren und 0,8 mm langen Samen sind Körnchenflieger. Die Fruchtreife erfolgt ab Juli.

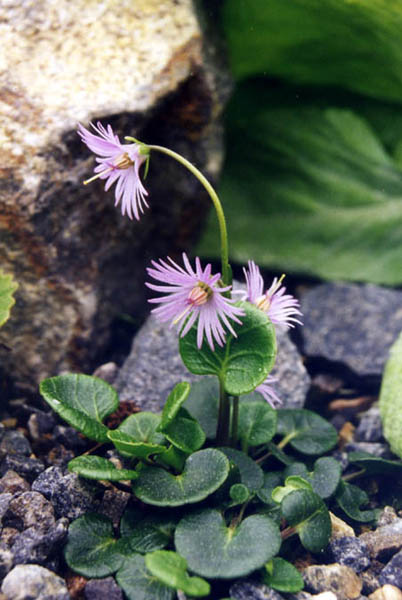
Habitus, Laubblätter und Blüten

## Vorkommen
Das Verbreitungsgebiet der Alpen-Soldanelle liegt im Kantabrischen Gebirge, in den Pyrenäen, dem Zentralmassiv, den Alpen, dem Apennin und den Dinarischen Alpen.
Die Alpen-Soldanelle kommt schwerpunktmäßig in den Alpen vor; in den Kalkalpen ist sie häufig, in den kalkarmen Teilen der Zentralalpen kommt sie zerstreut vor. Vorkommen im Südschwarzwald (beispielsweise auf dem Feldberg) und im mittleren und südlichen Schweizer Jura sind Relikte aus den Vereisungsperioden des Pleistozäns.
Die Alpen-Soldanelle gedeiht am besten auf kalkhaltigen Böden von der Tallage bis in eine Höhenlage von 3000 Metern (im Kanton Wallis). In den Allgäuer Alpen steigt sie von 850 Metern am Fuß des Kienbergs in Pfronten bis zu einer Höhenlage von 2300 Metern auf. Die Art ist in Deutschland durch die BArtSchV besonders geschützt.
Die Alpen-Soldanelle besiedelt Schneetälchen, Austrittsstellen von Hangdruckwasser und versumpfte Stellen in alpinen Rasen, seltener besiedelt sie Nassstellen in Hochstaudenfluren oder sickerfeuchte, lichte Stellen in Bergwäldern. Sie gedeiht meist auf kalkhaltigen oder wenigstens basenreichen, feucht-nassen, humusreichen, steinigen, meist schneebedeckten Böden. Sie bildet an ihren Standorten meist individuenreiche Bestände. Sie gedeiht in den Alpen Mitteleuropas in Pflanzengesellschaften der Verbände Adenostylion, Polygono-Trisetion oder der Ordnung Arabidetalia caeruleae, im Schwarzwald im Caricetum frigidae aus dem Verband Caricion davallianae.
Die ökologischen Zeigerwerte nach Landolt et al. 2010 sind in der Schweiz: Feuchtezahl F = 4w (sehr feucht aber mäßig wechselnd), Lichtzahl L = 4 (hell), Reaktionszahl R = 3 (schwach sauer bis neutral), Temperaturzahl T = 2 (subalpin), Nährstoffzahl N = 3 (mäßig nährstoffarm bis mäßig nährstoffreich), Kontinentalitätszahl K = 2 (subozeanisch).

## Systematik
Die Erstveröffentlichung von Soldanella alpina erfolgte 1753 durch Carl von Linné in Species Plantarum, Tomus I, S. 144. Sie ist Typusart der Gattung Soldanella L. Synonyme für Soldanella alpina L. sind: Soldanella occidentalis Vierh., Soldanella pyrolifolia Schott, Nyman & Kotschy.
Es gibt zwei Unterarten:
- Soldanella alpina L. subsp. alpina (Syn.: Soldanella clusii F.W.Schmidt, Soldanella montana Willd. var. clusii (F.W.Schmidt) Thomé): Das Verbreitungsgebiet entspricht größtenteils dem der Art.
- Soldanella alpina subsp. cantabrica A.Kress: Dieser Endemit kommt nur im Kantabrischen Gebirge Spaniens vor.